# 木野二郎
木野 二郎（きの じろう、1910年10月17日 - 1976年12月19日）は、日本の経営者、工学博士。藤倉電線(現在のフジクラ)社長を務めた。

## 経歴
福島県会津若松市出身。1933年に東京帝国大学工学部電気工学科を卒業し、同年に藤倉電線に入社。
1957年11月に取締役に就任し、1962年に常務、1965年11月に副社長を経て、1973年11月に社長に就任。
1976年12月19日、くも膜下出血のために死去。66歳没。